# Aleksander Cetner (zm. 1675)
Aleksander Cetner herbu Przerowa (zm. 25 grudnia 1675 roku) – kasztelan halicki w latach 1651-1672, od 1647 roku rotmistrz królewski, od 1641 chorąży podolski, rotmistrz wojska powiatowego ziemi halickiej w 1648 roku.

## Życiorys
Syn Baltazara Cetnera.
Służbę wojskową rozpoczął w młodości. W 1620 roku podczas bitwy pod Cecorą wzięty do niewoli przez Turków i następnie wykupiony dzięki wysiłkom swojego brata Andrzeja.
W randze kapitana brał udział w wojnie ze Szwedami w latach 1626-1629. W 1632 roku podpisał się pod elekcją Władysława IV na króla. Za walki z Tatarami i Kozakami otrzymał od króla nadania ziemskie. W 1641 roku nominowany na chorążego podolskiego. Poseł na sejm 1645 roku. W 1647 roku wybrany na posła na sejm ekstraordynaryjny z sejmiku halickiego. W 1647 roku został rotmistrzem chorągwi pancernej. W 1647 roku wraz ze swoimi ludźmi napadł i zabił dzierżawcę wsi Borynicze, co spowodowało długie procesy jakie wytoczyły mu jego dzieci. W 1649 roku brał udział w obronie Zbaraża. Poseł na sejm 1649/1650 roku z sejmiku kamienieckiego województwa podolskiego. Po 1649 roku został właścicielem zamku w Świrzu, który rozbudował. W 1651 roku brał udział w bitwie pod Beresteczkiem, po której został kasztelanem halickim. W grudniu 1653 roku brał udział w bitwie pod Żwańcem. Był członkiem konfederacji tyszowieckiej w 1655 roku. W 1658 roku skazany na banicję za napad z Dymitrem Jerzym Wiśniowieckim na jego brata Konstantego Wiśniowieckiego. W 1660 roku brał udział w bitwie pod Cudnowem z Rosjanami. Następnie walczył przeciwko Iwanowi Brzuchowickiemu.
Uczestniczył w konfederacji tyszowieckiej.
Jego żoną była Anna Zamoyska, dziećmi zaś starosta lwowski Jan Cetner, starosta trembowelski Aleksander, córka Teresa (Zofia).
Zmarł 25 grudnia 1675 roku.